# Zennepark
Het Zennepark (Frans: Parc de la Senne) is een Brussels park dat is gelegen in de Masui-wijk ten noorden van de Noordruimte in de gemeentes Schaarbeek en Brussel.

## Beschrijving
Het Zennepark is een soort promenade van niet breder dan 15 meter, die zich slingert tussen huizenblokken. Het park wordt in delen aangelegd en in 2016 was het eerste deel, tussen de straathoek Helihavenlaan / Koning Albert II-laan en de Masuistraat, af. Het tweede en derde deel van het park werden in 2020 afgerond, waardoor het park verlengd is tot aan de Paleizenstraat. Uiteindelijk zal het park verbonden worden via een voetgangers- en fietsersbrug over het kanaal met het 21 Juliplein in Laken.
Het park volgt deels de voormalige loop van de rivier de Zenne. Dit deel van de Zenne werd tussen 1931 en 1935 overwelfd. Sindsdien is de ruimte die voorheen door de rivier werd ingenomen, blijven bestaan tussen de bewoonde huizenblokken. Dit braakland is gebruikt om een openbaar park aan te leggen dat zich uitstrekt over de Masui-wijk.